# Малий Олип
Малий Оли́п (рос. Малый Олып) — присілок у складі Кезького району Удмуртії, Росія.

## Населення
Населення — 28 осіб (2010; 32 в 2002).
Національний склад станом на 2002 рік:
- удмурти — 100 %

## Урбаноніми
- вулиці — Ставкова